# Chartèves
Chartèves és un municipi francès situat al departament de l'Aisne i a la regió dels Alts de França. L'any 2007 tenia 358 habitants.

## Demografia

### Població
El 2007 la població de fet de Chartèves era de 358 persones. Hi havia 153 famílies de les quals 38 eren unipersonals (15 homes vivint sols i 23 dones vivint soles), 46 parelles sense fills, 50 parelles amb fills i 19 famílies monoparentals amb fills.
La població ha evolucionat segons el següent gràfic:
Habitants censats

### Habitatges
El 2007 hi havia 186 habitatges, 152 eren l'habitatge principal de la família, 24 eren segones residències i 10 estaven desocupats. 180 eren cases i 6 eren apartaments. Dels 152 habitatges principals, 130 estaven ocupats pels seus propietaris, 19 estaven llogats i ocupats pels llogaters i 3 estaven cedits a títol gratuït; 1 tenia una cambra, 5 en tenien dues, 24 en tenien tres, 43 en tenien quatre i 79 en tenien cinc o més. 110 habitatges disposaven pel capbaix d'una plaça de pàrquing. A 56 habitatges hi havia un automòbil i a 77 n'hi havia dos o més.

## Economia
El 2007 la població en edat de treballar era de 239 persones, 182 eren actives i 57 eren inactives. De les 182 persones actives 165 estaven ocupades (91 homes i 74 dones) i 18 estaven aturades (7 homes i 11 dones). De les 57 persones inactives 22 estaven jubilades, 19 estaven estudiant i 16 estaven classificades com a «altres inactius».

### Ingressos
El 2009 a Chartèves hi havia 154 unitats fiscals que integraven 377 persones, la mediana anual d'ingressos fiscals per persona era de 19.833 €.

### Activitats econòmiques
Dels 5 establiments que hi havia el 2007, 4 eren d'empreses de construcció i 1 d'una empresa de comerç i reparació d'automòbils.
Dels 4 establiments de servei als particulars que hi havia el 2009, 1 era un paleta, 1 fusteria, 1 lampisteria i 1 electricista.
L'any 2000 a Chartèves hi havia 3 explotacions agrícoles.

## Equipaments sanitaris i escolars
El 2009 hi havia una escola elemental integrada dins d'un grup escolar amb les comunes properes formant una escola dispersa.

## Poblacions més properes
El següent diagrama mostra les poblacions més properes.